# Nikon FE2
Nikon FE2 — малоформатный однообъективный зеркальный фотоаппарат, выпускавшийся в Японии корпорацией Nippon Kogaku K. K. (в настоящее время — Nikon) с 1983 до 1987 года. Модель FE2, входящая в линейку «компактных зеркалок» серии F, является усовершенствованной версией модели FE и оснащена автоматическим режимом приоритета диафрагмы и экспозиционной автоматикой вспышки по технологии TTL OTF.

## Технические особенности
Как и все остальные камеры «компактной» линейки, Nikon FE2 обладает следующими ключевыми особенностями:
- Несъёмная пентапризма, отображающая 93% площади кадра;
- Встроенный сопряжённый TTL-экспонометр, обеспечивающий центровзвешенный замер при полностью открытой диафрагме (англ. Full Aperture Metering);
- Сменные фокусировочные экраны. В отличие от профессиональных экранов, представляющих собой стеклянную плоско-выпуклую коллективную линзу в металлической рамке, плоская линза Френеля «компактного» семейства изготовлена из акрилата и не имеет оправы;
- Система ADR (англ. Aperture Direct Readout) оптического отображения установленной диафрагмы в поле зрения видоискателя;
- Репетир диафрагмы;
- Механический автоспуск, осуществляющий подъём зеркала в начале работы;
- Механизм многократной экспозиции;
- Возможность использования приставного электропривода. Для всей линейки выпускался мотор MD-12 с частотой съёмки 3,2 кадра в секунду, не поддерживающий обратную перемотку;
- Сменная задняя крышка;

В отличие от профессиональных моделей, оснащаемых функцией предварительного подъёма зеркала, «компактная» серия не имела аналогичного механизма, частично ограничивая совместимость со старыми объективами Nikkor с коротким задним отрезком. Однако, вибрации от зеркала можно было исключить, используя автоспуск, который поднимал его в начале своего рабочего хода. Ещё одним отличием от профессиональных моделей был «горячий башмак» стандарта ISO 518, позволяющий использовать любые фотовспышки, в том числе сторонних производителей.
Как и у предшествующей модели FE, конструкция Nikon FE2 основана на фокальном затворе с вертикальным ходом металлических ламелей. Отличие заключается в облегченной конструкции титановых ламелей с сотовым профилем, позволившей добиться увеличения скоростей движения шторок и сократить время прохождения экспонирующей щели до 3,3 миллисекунды. В свою очередь, это позволило расширить диапазон коротких выдержек до 1/4000 секунды, рекордного значения для начала 1980-х годов. Выдержка синхронизации с 1/125 сократилась до 1/250, что также было уникально для фокального затвора.
Электронное управление позволяло бесступенчато отрабатывать выдержки в режиме приоритета диафрагмы в диапазоне от 8 до 1/4000 секунды. При отсутствии элементов питания затвор отрабатывал единственную механическую выдержку 1/250 секунды.

## Интересные факты
Знаменитый снимок неизвестного бунтаря, сделан Джефом Уайденером во время событий на площади Тяньаньмэнь фотоаппаратом Nikon FE2.